# Mauro De Filippis
Mauro De Filippis (Tarento, 10 de agosto de 1980) es un deportista italiano que compite en tiro, en la modalidad de tiro al plato. Estuvo casado con la tiradora Jessica Rossi.
Ganó tres medallas en el Campeonato Mundial de Tiro, en los años 2019 y 2022, y seis medallas en el Campeonato Europeo de Tiro entre los años 2019 y 2025.
En los Juegos Europeos de Cracovia 2023 consiguió dos medallas, oro individual y bronce mixto.

## Palmarés internacional
| Campeonato Mundial | Campeonato Mundial    | Campeonato Mundial | Campeonato Mundial |
| Año                | Lugar                 | Medalla            | Prueba             |
| ------------------ | --------------------- | ------------------ | ------------------ |
| 2019               | Lonato (Italia)       | Medalla de plata   | Foso               |
| 2022               | Osijek (Croacia)      | Medalla de oro     | Foso mixto         |
| 2022               | Osijek (Croacia)      | Medalla de bronce  | Foso por equipo    |
| Juegos Europeos    |                       |                    |                    |
| Año                | Lugar                 | Medalla            | Prueba             |
| 2023               | Cracovia (Polonia)    | Medalla de oro     | Foso               |
| 2023               | Cracovia (Polonia)    | Medalla de bronce  | Foso mixto         |
| Campeonato Europeo |                       |                    |                    |
| Año                | Lugar                 | Medalla            | Prueba             |
| 2019               | Lonato (Italia)       | Medalla de bronce  | Foso               |
| 2019               | Lonato (Italia)       | Medalla de bronce  | Foso mixto         |
| 2021               | Osijek (Croacia)      | Medalla de bronce  | Foso               |
| 2023               | Osijek (Croacia)      | Medalla de plata   | Foso               |
| 2024               | Lonato (Italia)       | Medalla de oro     | Foso mixto         |
| 2025               | Châteauroux (Francia) | Medalla de bronce  | Foso               |